# I nuovi mostri
I nuovi mostri är en italiensk dramakomedi från 1977 i regi av Mario Monicelli, Dino Risi och Ettore Scola.
Filmen är en uppföljare till I mostri från 1963. Den var Italiens bidrag till Oscar för bästa internationella långfilm 1979.

## Handling
I nuovi mostri är en episodfilm i 14 delar som porträtterar den italienska medelklassen under blyåren.